# وائل الشهري
وائل الشهري (31 يوليو 1973 - 11 سبتمبر 2001) سعودي وعضو في تنظيم القاعدة وأحد الخمسة الذين خطفوا طائرة الخطوط الجوية الأمريكية الرحلة 11 والتي صُدمت في البرج الشمالي من مركز التجارة العالمي كجزء من هجمات 11 سبتمبر.
درس الشهري في مدرسة ابتدائية في خميس مشيط في منطقة عسير بالسعودية. ثم سافر مع شقيقه الأصغر وليد الشهري إلى أفغانستان في مارس 2000 وانضم إلى معسكر تدريب تنظيم القاعدة. وقد تم اختيار الإخوة، جنبا إلى جنب مع آخرين من نفس المنطقة من السعودية، للمشاركة في هجمات 11 سبتمبر.
وصل الشهري في الولايات المتحدة في أوائل شهر يونيو عام 2001، واستقر في منطقة بوينتون بيتش في جنوب فلوريدا. وفي 5 سبتمبر 2001 سافر الشهري إلى بوسطن وبعد ستة أيام، وصل الشهري في الصباح إلى مطار لوجان الدولي في وقت مبكر واستقل طائرة  الخطوط الجوية الأمريكية الرحلة 11، حيث تم خطف الطائرة وتحطيمها عمدا في البرج الشمالي من مركز التجارة العالمي في 08:46 صباحاً.